# 美深インターチェンジ
美深インターチェンジ（びふかインターチェンジ）は、北海道中川郡美深町字美深にある名寄美深道路のインターチェンジ (IC) である。
美深ICから名寄方面へ向かう場合、次に降りることのできるICは名寄北ICとなる。

## 歴史
- 2010年（平成22年）3月6日：智恵文IC - 美深IC間が開通し、名寄バイパスが全線供用[1]。
- 2013年（平成25年）3月30日：美深道路の美深IC - 美深北IC間が開通し、道路名称を「名寄美深道路」に統一[2][3]。

## 周辺
美深町中心部まで約3 kmとなっている。
- 南美深駅（JR北海道・宗谷本線）

## 接続する道路
- 直接接続
  - 北海道道49号美深雄武線

- 間接接続
  - 北海道道680号班渓美深停車場線
  - 国道40号
  - 国道275号

## 隣
E5 名寄美深道路
智恵文IC - 美深IC - 美深北IC